# Дё маго (премия)
Пре́мия Дё маго́ (фр. Prix des Deux magots) — французская литературная премия.

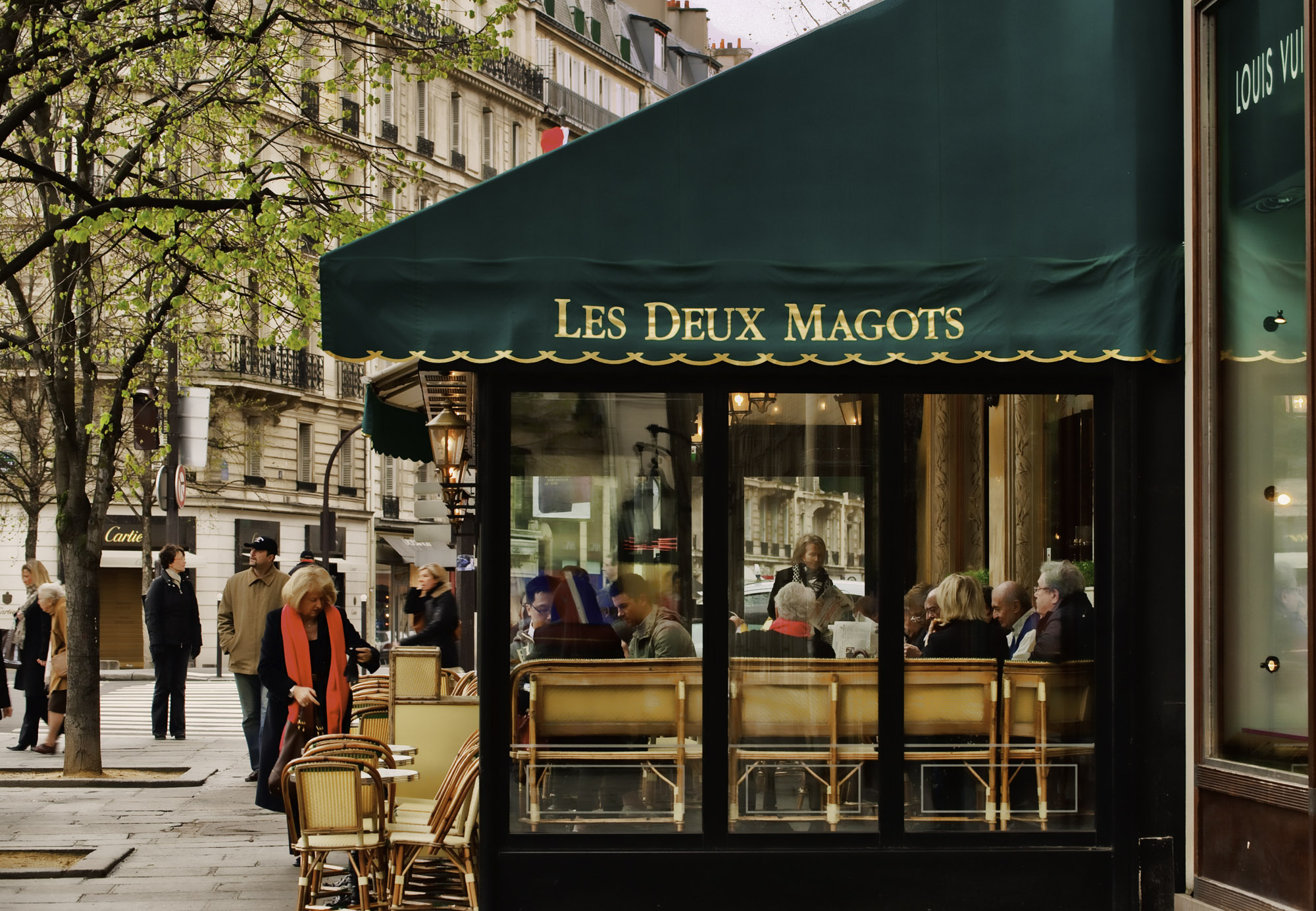
Кафе «Дё маго»

Создана в 1933 году завсегдатаями кафе «Дё маго» (Café des Deux magots), расположенного в парижском квартале Сен-Жермен-де-Пре. Создание премии было реакцией на Гонкуровскую премию, которую собиравшиеся в кафе литераторы считали излишне «академической». По одной версии, основателем премии был некий г-н Мартен — библиотекарь Национальной школы изящных искусств. Согласно другой версии, первоначальное жюри состояло из тринадцати друзей Раймона Кено, который и стал обладателем первой премии — 1300 франков, собранных среди посетителей кафе.
Впоследствии владелец кафе решил поддержать инициативу и поспособствовать созданию премии, которая бы поддерживала молодые таланты. В 2016 году размер премии составляет 7750 евро.